# سيلاس بيريرا
سيلاس بيريرا هو لاعب كرة قدم برازيلي في مركز حراسة المرمى، ولد في 12 سبتمبر 1934 في بونتا غروسا في البرازيل. لعب مع أتلتيكو باراناينسي.